# Maïa Barouh

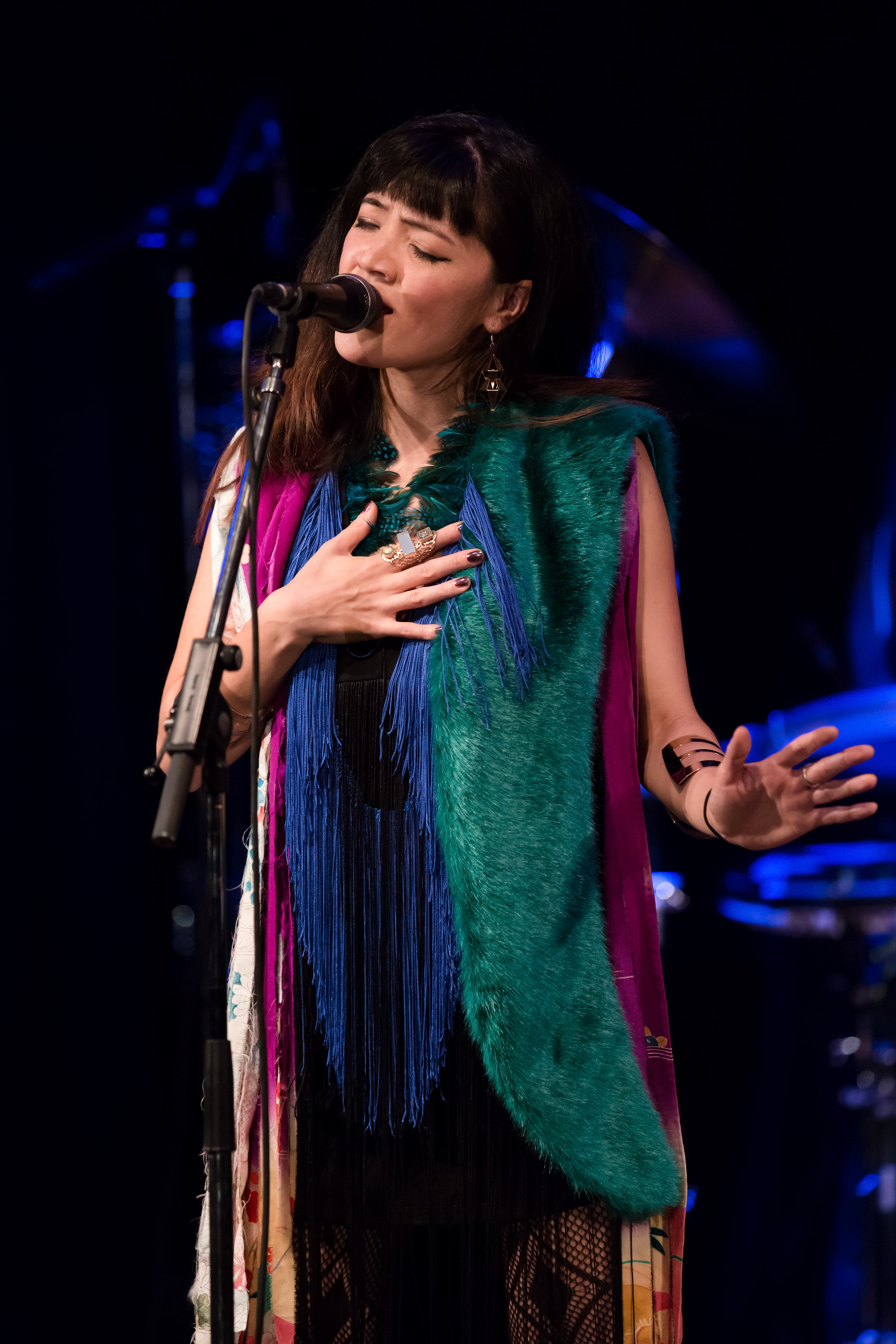
Maïa Barouh (Waves Vienna 2015)

Maïa Barouh (jap. マイア・バルー, Maia Barū; geboren 1985 in der Präfektur Tokio, Japan) ist eine japanisch-französische Singer-Songwriterin und Flötistin. In ihren Liedern verbindet sie musikalische Traditionen Japans, insbesondere auch Volkslieder, mit elektronischer Musik und Jazz.

## Leben
Barouh ist die Tochter der japanischen Malerin Atsuko Ushioda und des französischen Chanson-Sängers und Autors Pierre Barouh. Ihre Kindheit und Jugend verbrachte sie in beiden Ländern und mit ihren Eltern reisend, wobei sie oft ihren Vater auf Konzertreisen begleitete. Frühe musikalische Einflüsse waren neben klassischer europäischer Musik und Jazz die dabei erlebten Live-Konzerte. Als erstes Instrument lernte sie Flöte zu spielen.
Ihre Gesangstechnik leitet sie teils von der Art zu singen her, die sie mit 18, als sie ihren Vater auf einer Tournee begleitete, auf der Insel Amami-Ōshima kennenlernte. Inspiriert von dem dort traditionellen Gesang (Shima-uta), den sie als ähnlich dem Jodeln, dem Obertongesang der Mongolei oder dem iranischen Tahrir beschreibt, kreierte sie damit ihren eigenen Stil. Daneben bedient sie sich auch Elementen aus den Gesangstraditionen des Flamenco, des Nahen Ostens und der afrikanischen Musik. In denselben Jahren schloss sie sich in Tokio einer Chindon'ya-Gruppe von Straßenmusikern an, wo sie Saxophon spielte. In Frankreich wiederum gründete sie 2005 das Cabaret Shinjuku, eine durch das Land tourende Revue, um die exzentrischsten jüngeren Musiker aus Japan zu präsentieren. 2007 veröffentlichte sie das Album Kusamakura mit Aufnahmen dieser Künstler und begann an ersten eigenen Produktionen zu arbeiten.

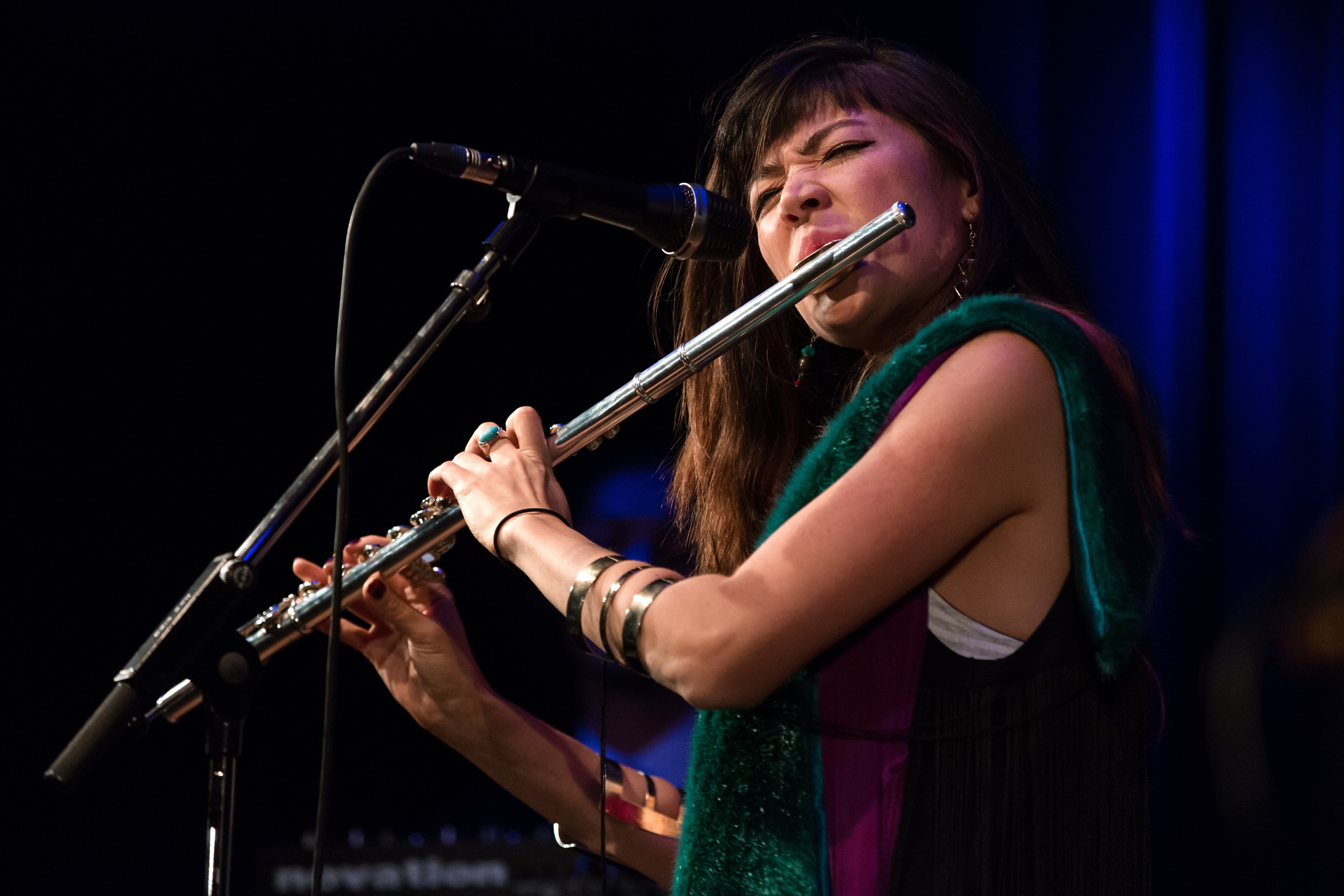
Maïa Barouh (2015)

Ihr intensive Hinwendung zur Volksmusik Japans erklärt Barouh aus dem tiefen Eindruck, den das Tōhoku-Erdbeben 2011 mit den Zerstörungen durch den Tsunami und der darauf folgenden Nuklearkatastrophe von Fukushima bei ihr hinterließ. Es veranlasste sie, die Musik der Region Fukushima und des japanischen Nordens zu erkunden und zu singen, die, wie sie sagt, auch in Japan selbst wenig bekannt ist, um das kulturelle Erbe dieser so zerstörten Region auf ihre Weise zu bewahren. Neben eigenen Kompositionen gehören somit auch Interpretationen von traditionellen Stücken wie Jongala über einen blutigen Krieg im nördlichen Japan oder Kane Ren Ren, ursprünglich ein Volkslied der Ainu, zu ihrem Repertoire.
In Japan trat Barouh mit Musikern wie Cyro Baptista, Arto Lindsay, Kip Hanrahan oder Yasuaki Shimizu auf. In den frühen 2010er-Jahren verlegte sie ihren Lebensmittelpunkt nach Frankreich, wo sie unter anderem mit Nouvelle Vague zusammenarbeitete.

## Diskografie
- Kazumi et Maïa L’Amitié (2004)
- maïa und maïa 2 (2008)
- Chikyū o Totte yo! (地球をとってよ!; 2009)
- Love human tracks (2010)
- Kodama (2014)